# Tariána
Tariána (Taria, Tariano, Taliáseri, Tana), znalajnije pleme Arawakan Indijanaca naseljeno na srednjem toku Vaupésa i rijekama Santa Rosa (Juquira), Iauarete, Periquitos i Ji-Ponta u Amazonasu, Brazil, te na donjem toku rijeke Papurí u Kolumbiji (departman Vaupés). Na području Brzila gdje su znatno brojniji imaju dva rezervata. To su Taracuá u općinama Iauareté i São Gabriel da Cachoeira, i Yauareté I u općini Iauareté. Populacija im iznosi oko 1,500 u Brazilu i 332 u Kolumbiji (1998 Arango and Sánchez).